# Louis Handley
Louis de Breda „Lou” Handley (ur. 14 lutego 1874 w Rzymie, zm. 28 grudnia 1956 w Nowym Jorku) – amerykański pływak i piłkarz wodny, medalista olimpijski z Letnich Igrzysk 1904 w Saint Louis.
Razem z klubem New York Athletic Club zdobył złoty medal olimpijski w sztafecie pływackiej na 4 × 50 jardów stylem dowolnym oraz w turnieju piłki wodnej. Brał udział również w wyścigu na 1 milę stylem dowolnym, ale go nie ukończył.